# Cililitan (Kramat Jati)
Cililitan (Tjililitan) is een wijk (kelurahan) in Kramat Jati, Oost Jakarta in de provincie Jakarta, Indonesië. De wijk telt 41.911 inwoners (volkstelling 2010).
In de wijk ligt het in 1775 gebouwde Roemah Besar Tjililitan. Het is een van de weinige overgebleven huizen uit de achttiende eeuw en maakt deel uit van een complex dat gebruikt wordt door de politie. Hoewel het monumentale bescherming geniet is het huis ernstig vervallen.
De luchthaven Halim Perdanakusuma lag binnen de plaats Cililitan. Dit heette oorspronkelijk Vliegveld Tjililitan. Anno 2017 ligt deze in de wijk Halim Perdana Kusumah (kecamatan Makasar).
Bij het vliegveld bevond zich de militaire begraafplaats Ereveld Tjililitan met slachtoffers uit de periode 1946-1949. De stoffelijke resten zijn in 1968 overgebracht naar het Ereveld Menteng Pulo.

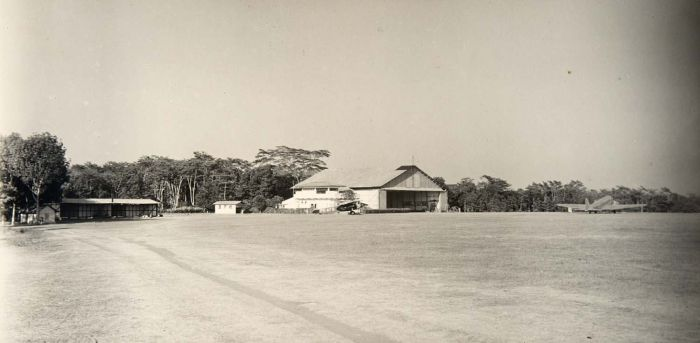
Het vliegveld Tjililitan bij Batavia 1925-1935